# Ulrich Stierlin
Ulrich Stierlin   (* 14. Januar 1931 in Freiburg im Breisgau; † 9. April 1994) war ein deutscher Physiker (experimentelle Teilchenphysik).
1967 wurde er wissenschaftliches Mitglied am Max-Planck-Institut für Physik in München und Leiter der neu geschaffenen experimentellen Abteilung B (die experimentelle Abteilung stand unter Leitung von Klaus Gottstein). Damals leitete er eine Funkenkammergruppe, die Experimente am CERN durchführte. Er war Direktor am Max-Planck-Institut für Physik.
Er befasste sich mit experimenteller Elementarteilchenphysik (u. a. Mesonenzerfall, Streuung von Pionen an Kernen, Hadronen mit Charm) und Detektoren (Funkenkammer, Time Projection Chamber (TPC)). 1981 schlug er die TPC für den ALEPH (Detektor) am LEP vor.